# Melbourne Victory Football Club (femenino)
El Melbourne Victory Football Club es un club de fútbol femenino australiano con sede en Melbourne, Victoria. Es la sección femenina del Melbourne Victory de la A-League. Fue fundado en 2008 y juega en la A-League Women, máxima categoría del fútbol femenino en Australia. Juega como local en el Epping Stadium, con una capacidad para 10.000 espectadores.

## Temporadas
| Temporada | Posición | Eliminatorias |
| --------- | -------- | ------------- |
| 2008-09   | 5.º      | -             |
| 2009      | 5.º      | -             |
| 2010-11   | 4.º      | Semifinales   |
| 2011-12   | 4.º      | Semifinales   |
| 2012-13   | 3.º      | Subcampeón    |
| 2013-14   | 3.º      | Campeón       |
| 2014      | 2.º      | Semifinales   |
| 2015-16   | 9.º      | -             |
| 2016-17   | 9.º      | -             |
| 2017-18   | 7.º      | -             |
| 2018-19   | 1.º      | Semifinales   |
| 2019-20   | 2.º      | Semifinales   |
| 2020-21   | 3.º      | Campeón       |
| 2021-22   | 4.º      | Campeón       |
| 2022-23   | 4.º      | Prefinal      |